# Sint-Jacobswijk
De Sint-Jacobswijk (Frans: Quartier Saint-Jacques) is een wijk in de Belgische hoofdstad Brussel. De wijk ligt rond de Onze-Lieve-Vrouw van Goede Bijstandkerk aan de Kolenmarkt. Ze ligt midden in de voetgangerszone tussen de Zavel, de Dansaertwijk, Sint-Gorik en de Marollen.

## Geschiedenis
Al bij de eerste stadsomwalling van Brussel uit de 11de en 12de eeuw maakte de Sint-Jacobswijk deel uit van de stad. De oorspronkelijke ambachtenwijk groeide door de geschiedenis heen uit tot een van de beter wijken van de stad.
Waar nu de Onze-Lieve-Vrouw van Goede Bijstandkerk staat, stond oorspronkelijk het Sint-Jakobsgasthuis, waaraan de wijk haar naam dankt. Hier verblijven van de 14de tot de 17de eeuw pelgrims op tocht naar Santiago de Compostela. De route (van Brussel naar Parijs) wordt tegenwoordig vanaf deze kerk aangeduid met gouden sint-jakobsschelpen op de voetpaden.
De wijk ontwikkelde zich in de vroege middeleeuwen rond de Zenne. De rivier zorgde voor welvaart en de toekomstige Sint-Jacobswijk kreeg al snel een stedelijk karakter. De Kolenmarkt vormde de kern voor de ambachtelijke activiteiten in de stad. Verschillende ambachten, zoals ververs, volders en scheerders vestigden zich er. Daarnaast vond men er ook benodigdheden, zoals houtskool, en levensmiddelen zoals boter en kaas. In de 14e en 15e eeuw trokken verschillende beroepsgroepen buiten de eerste omwalling. Gegoede families namen de herenhuizen in en de wijk kreeg een nieuwe sociale klasse. Op het einde van de 15e eeuw woonde er geen enkele arme meer in de Sint-Jacobswijk. 
Tijdens de wereldoorlogen in de 20ste eeuw ging de wijk achteruit en de welvaart en rijkdom verdwenen. De 'verbrusseling' van de hoofdstad kwam op gang en kantoorgebouwen rond de wijken torenden boven de wijk uit. In 1990 ontstond een wijkcomité uit een beweging die het verval van de wijk tegen wou gaan. De VZW Sint-Jacobswijk zet zich in voor het onderhoud van de wijk. De belangrijkste agendapunten zijn het verbinden van de bewoners en het aangenaam en aantrekkelijk maken van de wijk.

## Inclusiviteit
Het is een gekende uitgangsbuurt, vooral voor de LGBTQI+-gemeenschap. Er zijn verschillende queerbars, -cafés, -verenigingen te vinden. Andere horecazaken zijn ook expliciet queerfriendly.
Sinds 2019 is er een 'Charter van het nachtleven'. Hierin worden regels in verband met het uitgaansgebeuren in de wijk vastgelegd. Er zijn ook een aantal regels die de strijd tegen homofobie en discriminatie aangaan.
De verdraagzaamheid en openheid van de wijk en zijn bewoners leidde tot de aanleg van de eerste Belgische regenboogzebrapaden in 2017. Brusselse schepen Els Ampe (Open VLD) werkte hiervoor samen met een aantal holebi-verenigingen.
De Belgian Pride wordt elk jaar in de Sint-Jacobswijk gevierd. 